# District de Xindu
Le district de Xindu (新都区 ; pinyin : Xīndū Qū) est une subdivision administrative de la province du Sichuan en Chine. Il est placé sous la juridiction de la ville sous-provinciale de Chengdu.

## Démographie
La population du district était de 589 282 habitants en 1999.